# 윤흔
윤흔(尹昕, 1564년 10월 4일 - 1638년 12월 17일)은 조선시대 후기의 무신, 정치인이다. 본관은 해평. 윤두수의 둘째 아들, 윤훤의 형이다. 본관은 해평(海平)으로 초명은 양(暘)이고, 자는 시회(時晦), 호는 도재(陶齋) 또는 청강(晴江), 계음(溪陰)이다. 시호는 정민(靖敏)이다. 본관은 해평이고 前 대한민국 4대 대통령인 윤보선의 비조부(9대조)이다.

## 생애

### 생애 초반
도재 윤흔은 1564년(명종 19년) 10월 4일 선조 때 의정부영의정을 지낸 오음 윤두수(尹斗壽)와 참봉 황대용(黃大用)의 딸 창원황씨의 아들로 태어났다. 증 의정부좌찬성 윤희림의 증손으로, 인조 때 영의정을 지낸 윤방(尹昉)의 동생이다. 형 윤방은 순명효황후, 윤덕영, 윤택영의 선조가 된다.
어머니 창원황씨는 참봉 황대용의 딸로, 할아버지는 관찰사 황기(黃琦)이고, 증조부는 삼포왜란 때 일본군을 토벌한 판서 장무공(莊武公) 황형(黃衡)이다. 친정어머니는 온양정씨로 정백붕(鄭百朋)의 딸이며, 정순붕(鄭順朋)의 조카이다.
평안도관찰사를 지낸 윤훤, 윤휘(尹暉)의 형이고, 선조의 부마 윤신지의 백부였다. 보국숭록대부 의정부좌찬성을 지낸 해평부원군(海平府院君) 월정 윤근수는 그의 삼촌이었다. 처음 이름은 양(暘)이었는데 뒤에 흔으로 개명하였다. 그가 언제 이름을 개명했는지는 알려진 것이 없으나, 인조 반정 이후에도 1628년 2월 무렵까지는 윤양(尹暘)이라는 이름을 사용했다.
그는 성품이 담담하고, 번화한 것을 좋아하지 않았으며, 명리(名利)의 성쇠에 욕심이 없었다 한다. 그는 매일 단정하게 방에 앉아 책을 좌우에 두고, 독서와 글쓰기에 몰두했다 한다. 친구를 사귈 때, 친구의 사생(死生)이나 성쇠(盛衰)에 따라 그 태도가 달라지지 않았다 한다.

### 수학과 소년기
일찍부터 재주가 있어 7세에 책을 읽을 줄 알고 신동이라 불렸으며, 어려서부터 율곡 이이(李珥)의 문하와 우계 성혼(成渾)의 문하, 송강 정철(鄭澈)의 문하에서 성리학과 시문을 배웠다. 이이, 성혼으로부터는 김종직-김굉필, 정여창-조광조-백인걸-이이, 성혼으로 이어지는 학통을 사사받았다.
첫 부인은 전주이씨로, 세조의 아들 의경세자의 장남인 월산대군의 손자 양원도정(陽原都正) 이혜(李譓)의 딸과 결혼하였다가 일찍 상처하고, 뒤에 스승 이이, 성혼과 동문수학한 신응시의 딸 영산신씨(靈山申氏)와 재혼하였다. 그러나 재취 부인 영산신씨 역시 그보다 먼저 세상을 떠났다. 전처 전주이씨에게서 1남 1녀를 두니 아들 윤취지(尹就之)와 유시경(柳時慶)에게 출가한 딸이 있다. 또한 첩실 서씨에서 1남 1녀를 두었으니, 서자 윤태지(尹泰之)는 관상감 직장(觀象監直長)을 지냈고, 서녀는 무과(武科)에 급제한 유지만(柳之蔓)과 결혼하였다.

### 과거 급제와 임진왜란
1582년(선조 15) 사마시에 합격하여 진사가 되고, 성균관의 유생이 되어 수학하였으며 이후 음보(蔭補)로 출사하여 경력(經歷)이 되고, 의금부도사 등을 역임하였다. 이후 매년 향시(鄕試)에서 응시하여 장원 급제하였다. 그러나 정시 과거에는 낙방하였다.
경력으로 재직 중 1595년(선조 28년) 별시문과에 병과로 급제하여 승문원에 선발되었고, 얼마 뒤 승문원정자(承文院正字)가 되었다. 이때까지도 이름은 윤양이었는데 뒤에 흔으로 개명한다. 향시에는 장원했지만 중앙의 과거에 낙방하였는데, 이때 비로소 굴욕을 펴게 되었다 한다. 그는 과거 급제 후에도 자신의 스승의 한사람인 우계 성혼과 송강 정철의 문하에 출입하며 가르침을 청하였으며, 임진왜란 중에는 선조 임금을 따라 의주로 피난갈 때 수행하였다. 그 뒤 할아버지와 아버지의 공으로 성균관전적(典籍)으로 특진하였다.

### 관료 생활
이후 형조좌랑, 예조좌랑, 호조좌랑 등 다시 3조의 좌랑을 거쳐 평안도도사로 나갔다. 복귀하여 형조정랑(刑曹正郞), 예조정랑, 호조정랑을 거쳐 평안도도사(平安道都事)로 나갔다. 그 뒤 내직으로 복귀하여 형조정랑을 세 번 역임한 뒤 세자시강원 문학(侍講院文學)으로 광해군을 보도하였다. 그 뒤 사간원정언(司諫院正言) 지제교(知製敎)에 임명되고, [[사헌부 장령(司憲府掌令), 사간원사간(司諫院司諫)으로 올랐다가 사헌부 집의(司憲府執義)로 옮겼다. 그 뒤 옥당(玉堂)에 선발되어 홍문관수찬(修撰)이 되고, 교리(校理)를 거쳐 부응교(副應敎)에 올랐다. 1601년 모친상을 당하여 사직하고 3년상을 치렀다. 1603년(선조 36년)에 3년상을 마치고 복직, 통례원상례(通禮院相禮), 군자감정(軍資監正), 통례원 좌통례(左通禮)를 역임하였다. 이후 내외의 관직을 두루 역임하고 승정원우승지가 되었다.
이후 서인의 당원으로 활동하였으며, 1605년 통정대부(通政大夫)로 승진, 여주목사(驪州牧使)로 부임하였고, 여주목사로 재직 중 여주의 향토지인 황려지를 썼다. 1608년(선조 41년) 겨울 명나라에 동지사가 파견될 때 동지사 신설(申渫)의 동지부사(冬至副使)로 임명되어 연경에 다녀왔다. 귀국 직후 승정원동부승지(承政院同副承旨)로 임명되었다가 1609년(광해군 1년) 행장례원 판결사(行掌隷院判決事)로 전임되었다가 다시 승정원우부승지와 1611년 승정원승지, 좌부승지를 역임한 뒤, 승정원우승지가 되었으며 가선대부(嘉善大夫)로 가자되었다. 1612년 두 번 행승정원좌부승지에 임명되었다.

### 계축화옥 전후
1613년(광해군 5) 칠서의 변이 일어났을 때 첩의 남동생인 서매제 서양갑(徐羊甲)에게 연루되어 행 사직(行司直)으로 전직되었다가, 그해 5월 사헌부의 탄핵을 받고 파직당하였다. 옥사가 확대되어 계축옥사가 되어 심문받았으나 그는 특별한 혐의점이 없어서 처벌받지는 않았다. 그 뒤 폐서인(廢庶人)이 되어 6년간 칩거하였다.
1616년에는 그가 과거 시험을 볼 때 시험을 주관하던 감독관이 윤두수(尹斗壽)였다는 의혹이 제기되기도 했다. 1620년(광해군 13년) 서반(西班)의 무관직에 여러 번 임명되었으나 병을 핑계로 사직상소를 올려 물러난 뒤, 당시 북인 정권이 장악하고 있던 조정에 나가지 않았다.

### 인조 반정 이후
1623년(광해군 15년) 3월 인조반정 이후 김류, 이귀 등의 요청으로 조직에 복귀하였으며 동지중추부사, 오위도총부부총관, 한성부좌윤, 한성부우윤 등을 역임하였다.
1624년(인조 2년) 논공행상에 불만을 품은 이괄(李适) 등이 거병하여 도성으로 쳐들어와, 이괄의 난의 난이 일어났을 때에는 즉시 공주까지 달려가 인조를 호종하였으며, 환도 후 호종 공로로 가의대부(嘉義大夫)로 승진했다. 1625년 한성부좌윤, 특진관을 역임했다. 그 뒤 홍문관과 예문관의 제학을 거쳐 1627년 정묘호란 때에는 왕을 강화로 호종하였으며, 청나라와의 강화, 회담을 강력히 배척하는 소를 올렸다. 그의 결사항전 주장은 묵살되었찌만 주화에 절대 반대한 점으로 사림의 지지를 받았다.
1628년 1월 공조참판이 되었다가 내자시제조(內資寺提調), 도독 접반사(都督接伴使)가 되고, 그해 5월부터 윤흔으로 이름을 개명했다. 이듬해 다시 공조참판이 되고, 특진관, 1630년(인조 8년) 행용양위부호군으로 전직되었다가 그해의 임오년(1582년) 사마시 합격자들의 모임에 참여하고, 임오년사마방회도에 기록되었다. 공조참판이 되었다가 1631년 예조참판, 특진관을 거쳐 그해 8월 강릉부사로 나갔다. 1631년 12월 다시 예조참판이 되고, 1632년에는 예조참판으로 인목대비(仁穆大妃)의 국장 업무를 주관하였고, 1633년 잠시 한성부판관이 되었다가 다시 예조참판으로 임명되었다. 1634년 가의대부 행용양위부호군, 동지중추부사가 되었다. 다시 공조참판이 되었다가 다시 예조참판에 재임명되었다. 1635년에도 예조참판으로 재직하며 인조의 정비 인열왕후(仁烈王后)의 국장업무를 주관하였다.

### 병자호란과 최후
1636년(인조 13년) 병자호란 때에는 왕을 남한산성에 호종하였으며, 병자호란 당시 그는 김상헌 등과 함께 청나라와의 강화를 강력히 반대하는 소를 올렸다. 1637년(인조 15) 정축하성 후 관직을 사퇴하고 칩거했으나 거듭된 출사 요청으로 한성에 되돌아와 봉상시제조와 특진관이 되고, 자헌대부(資憲大夫)로 특진, 지중추부사(知中樞府事)가 되었다. 그해 홍문관대제학, 예문관대제학을 거쳐 다시 지중추부사에 임명되었다. 1638년 기로소에 들어갔다.
저서로는 《계음만필 溪陰漫筆》, 《도재수필》, 《도재집》, 편저서에 《십묘한람도동편(十畝閒覽道東編)》 등이 있으며, 여주의 향토지인 《황려지 (黃驪志)》를 편찬하였다. 그밖에 창랑정(滄浪亭) 등 약간의 시조 몇 수가 전한다. 1638년(인조 16년) 초겨울에 가벼운 병을 앓다가 감기에 걸려 일어나지 못하고, 그해 겨울 12월 17일 감기와 폐병으로 사망하였다. 그가 죽자 인조는 애도를 표하여 정사를 파하고 바로 호성공로로 좌의정에 증직하였다.

### 사후
묘소는 경기도 장단군 동도면(東道面) 오음리(梧陰里) 윤두수의 묘소 옆 자좌(子坐) 오향(午向)의 언덕에 안장되었다. 정묘호란과 병자호란 때의 호종 공로로 사후 증 대광보국숭록대부 의정부좌의정 겸 영경연홍문관예문관춘추관관상감사에 특별히 추증되었다. 시호는 정민(靖敏)이다.
묘비는 1640년(인조 18)에 세워졌으며 학곡(鶴谷) 홍서봉(洪瑞鳳)이 비문을 짓고, 전서(篆書)의 대가였던 신익성(申翊聖)이 글씨를 썼다. 그의 7대손이 조선 말기의 무관 윤웅렬, 윤영렬 형제였고, 8대손은 독립운동가 겸 사상가 좌옹 윤치호, 독립운동가이자 내무부장관, 서울시장을 역임한 동산 윤치영이었다. 9대손은 대한민국의 제4대 대통령을 지낸 윤보선과 서울대학교의 부총장과 총장을 지낸 윤일선, 농림부장관을 지낸 윤영선이었다.

## 저서
- 《계음만필 溪陰漫筆》
- 《도재수필 陶齋手筆》
- 《도재문집 陶齋文集》

### 편저
- 《십묘한람도동편 (十畝閒覽道東編)》
- 《황려지 (黃驪志)》 : 여주군 향토지

### 시조
- 창랑정 (滄浪亭)

## 가족 사항
그의 첩 서경신의 이름이 광해군일기에 전하며, 장인 서익의 양인 출신 첩인 첩장모 사경(思敬)의 이름도 광해군일기에 전한다.
- 조부 : 윤변(尹忭)
- 조모 : 이씨
- 조모 : 현씨, 아버지 윤두수, 숙부 윤근수의 생모
  - 아버지 : 윤두수(尹斗壽, 1533년 ~ 1601년)
  - 어머니 : 황씨, 황대용(黃大用)의 딸
    - 형님 : 윤방(尹昉, 1563년 ~ 1640년) : 윤덕영, 윤택영의 선조
    - 동생 : 윤휘(尹暉, 1571년 ~ 1644년)
    - 동생 : 윤훤(尹暄, 1573년 ~ 1627년)
    - 이복동생 : 윤오(尹旿)
    - 이복동생 : 윤간(尹旰)
    - 부인 : 전주 이씨(1565년 ~ 1597년 10월 5일), 월산대군 이정(月山大君 李婷)의 증손자 양원도정 이혜(陽原都正 李譓)의 딸
      - 장남 : 윤취지(尹就之), 부사직과 연안부사를 거쳐 가의대부를 지냈다.
      - 며느리 : 사과 이원춘(李元春)의 딸
        - 손자 : 윤채(尹埰, 1603년 - 1668년)
          - 증손자 : 윤세익(尹世益)
          - 증손자 : 윤세항(尹世恒)
          - 증손자 : 윤세정(尹世鼎)
          - 증손자 : 윤세겸(尹世謙)

        - 손녀 : 해평 윤씨
        - 손녀사위 : 조진석(趙晉錫)

      - 장녀 : 해평 윤씨
      - 사위 : 유시경(柳時慶)
        - 외손자 : 유인(柳寅)
        - 외손자 : 유용(柳容)
        - 외손자 : 유송(柳宋)
        - 외손자 : 1명 이름 미상
        - 외손녀서 : 민지박(閔之釙)
        - 외손녀서 : 민위(閔湋)

    - 부인 : 영산 신씨(? ~ 1661년 1월 6일)
    - 첩 : 서경신(徐景信), 부여서씨, 목사 서익(徐益)의 서녀
      - 서자 : 윤태지(尹泰之)
      - 서며느리 : 박진영(朴震英)의 딸
        - 서증손 : 4남 2녀

      - 서녀 : 해평 윤씨
      - 서사위 : 유지만(柳之蔓)
- 첩장인 : 서익(徐益)
- 첩장모 : 사경(思敬), 서익의 첩
- 외할아버지 : 황대용(黃大用)
- 장인 : 신응시(辛應時, 1532년 ~ 1585년)
- 처조부 : 신보상(辛輔商, 1496년 ~ 1570년)
- 장인 : 양원도정(陽原都正) 이혜(李譓, 1538 ~ 1591), 의경세자의 장남 월산대군의 증손

## 기타
그는 과거 시험에 급제한 뒤에도 스승인 성혼의 문하와 정철의 문하에 들며 가르침을 구하였다. 스승의 한 사람인 정철은 급제 이후에도 찾아 배움을 청하는 그에게 특별히 '윤시회흔견방'(尹時晦昕見訪, 시회(時晦) 윤흔(尹昕)이 찾아와서)이라는 시를 지어 헌정하기도 했다.

## 같이 보기
| - 인조반정 - 김직재의 옥 - 신경진의 옥사 - 윤방 - 윤훤 - 윤신지 - 윤징지 - 이이 - 성혼 - 정철 - 윤근수 - 윤두수 - 송익필 - 윤훤 - 김육 - 윤이지 | - 서양갑 - 칠서의 변 - 계축옥사 - 이괄의 난 - 심우영 - 허균 - 이괄 - 김상헌 - 김상용 - 김장생 - 이원익 - 한명련 - 병자호란 - 정묘호란 - 윤방 - 윤취동 | - 서인 - 송한필 - 송시열 - 송준길 - 윤급 - 윤웅렬 - 윤영렬 - 김자점 - 봉석주 - 윤치호 |